# Conocladus australis
Conocladus australis is een slangster uit de familie Gorgonocephalidae.
De wetenschappelijke naam van de soort werd in 1876 gepubliceerd door Addison Emery Verrill.